# Sworn to a Great Divide
Sworn to a Great Divide – siódmy album szwedzkiej melodic death metalowej grupy Soilwork. Płyta została wydana 19 października 2007 na rynku europejskim i 23 października 2007 na terenie USA, w obydwu miejscach nakładem Nuclear Blast. Cały materiał z wyjątkiem wokalu został zarejestrowany w Not Quite Studios w Helsingborgu. Okładkę wydawnictwa przygotował grecki artysta Seth Siro Anton.
Pierwszym singlem pochodzącym z tego albumu jest "Exile", został on wydany 3 października 2007. Został do niego nakręcony teledysk, który został nagrany w Göteborgu. Od 15 października 2007 piosenkę można pobrać, a następnie wykorzystać w grze Guitar Hero III dostępnej na platformę Xbox 360.

## Lista utworów
1. "Sworn to a Great Divide" − 3:33
2. "Exile" − 3:49
3. "Breeding Thorns" − 3:55
4. "Your Beloved Scapegoat" − 3:58
5. "The Pittsburgh Syndrome" − 2:46
6. "I, Vermin" − 3:38
7. "Light Discovering Darkness" − 3:50
8. "As the Sleeper Awakes" − 4:18
9. "Silent Bullet" − 3:26
10. "Sick Heart River" − 4:12
11. "20 More Miles" − 4:38
12. "Martyr" − 4:17 (Edycja limitowana, Limited Mail Order Edition, bonus track dla wersji japońskiej)
13. "Sovereign" − 4:26 (Limited Mail Order Edition & bonus track dla wersji japońskiej)
14. "Overclocked" (Limited Mail Order Edition)

### Lista utworów z Edycji Limitowanej/Mailorder bonus DVD
Live Concert:
1. "Follow the Hollow"
2. "Rejection Role"
3. "One with the Flies"
4. "Bastard Chain"
5. "Nerve"
6. "Stalemate"
7. "Millionflame"
8. "As We Speak"

- Making of and More

### Lista utworów z Mailorder Edition bonus CD
1. "Sovereign"
2. "Overclocked"

## Twórcy
- Björn "Speed" Strid − wokal
- Sven Karlsson − keyboard, sampling
- Daniel Antonsson − gitara prowadząca, gitara rytmiczna
- Ola Frenning − gitara prowadząca, gitara rytmiczna
- Dirk Verbeuren − perkusja
- Ola Flink − gitara basowa

## Pozycje na listach
| Lista  | Kraj    | Pozycja |
| ------ | ------- | ------- |
| Top 60 | Szwecja | 25      |